# كنيسة السيدة العذراء (بروج)

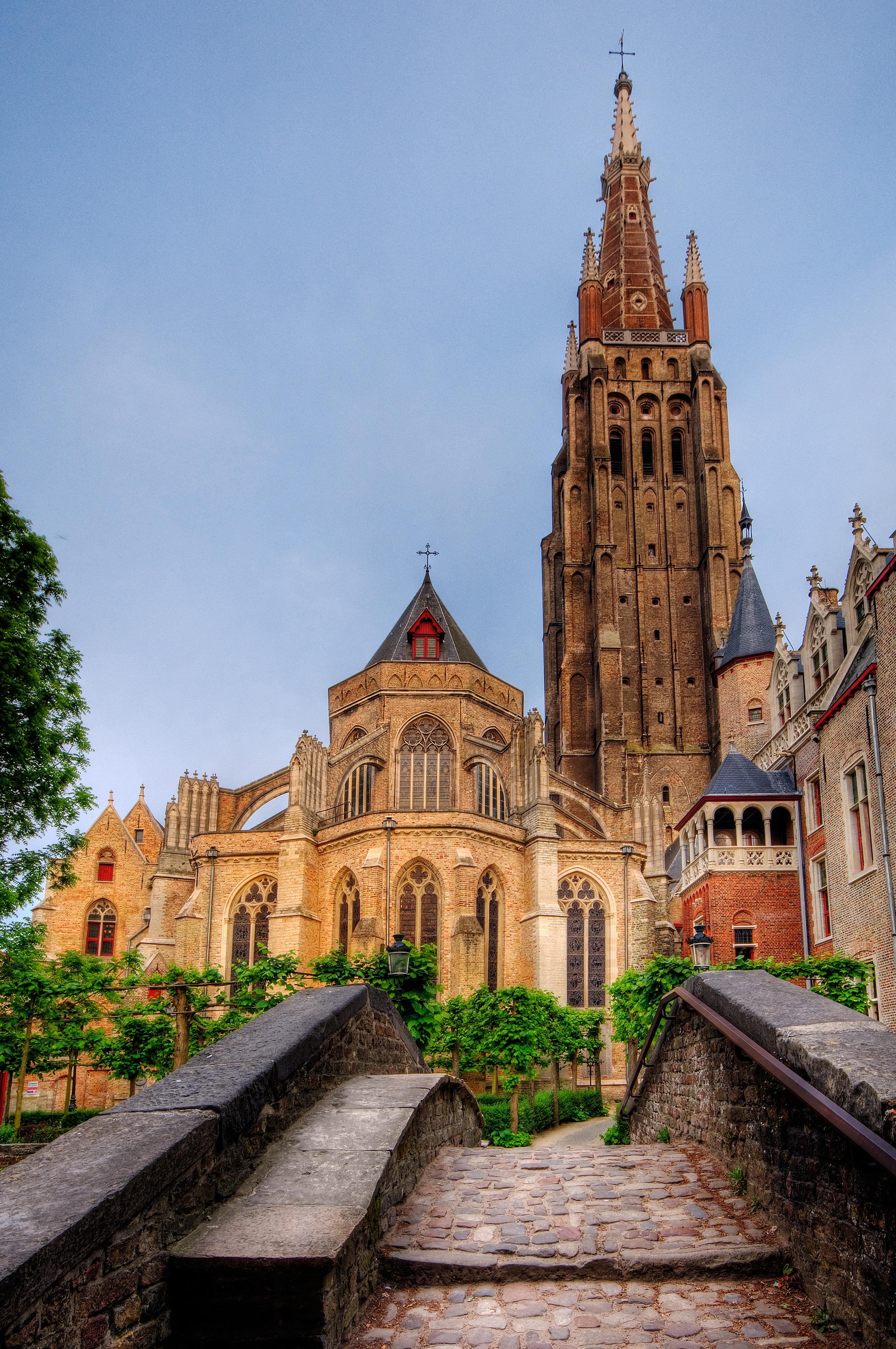
كنيسة السيدة العذراء.

كنيسة السيدة العذراء ((بالهولندية: Onze-Lieve-Vrouwekerk) هي كنيسة في بروج، بلجيكا من القرون 13-15.
لها برج على ارتفاع 122.3 مترا، وهو أطول مبنى في المدينة وثاني أطول برج من الطوب في العالم (أطولها كونها كنيسة القديس مارتن في لاندسهوت في ألمانيا).
في منطقة الجوقة  وراء المذبح توجد قبور كل من  شارل الجريؤ آخر دوق بورجوندي من فالوا، وابنته الدوقة ماري. يقع التمثالين البرونزيين لكل من الأب وابنته واقفين على ألواح من الحجر الأسود. أما التمثالان، فهما يرتديان تاجين، وتمثال شارل يرتدي الدرع الكامل مع وسام الصوف الذهبي.
المذبح في الكنيسة الصغيرة في الممر الجنوبي يحتوي على أهم كنز في الكنيسة، وهو تمثال السيدة العذراء والطفل، المنحوت من قبل ميكيلانجيلو في الرخام الأبيض حول 1504. كان التمثال في الغالب مخصصا لكاتدرائية سيينا، تم شراؤه في إيطاليا من قبل تاجرين من بروج، وهما الأخوان يان وأليكساندر موسكرون، وفي عام  1514 تم التبرع به إلى منزله الحالي. تم استرجاع التمثال مرتين بعد أن نهب من قبل المحتلين الأجانب: الثوار الفرنسيين عام 1794 والألمان النازيين في عام 1944. بالقرب من تمثال ميكيلانجيلو، دفن أناس مهمين من بروج مثل فرانسواز دي هافيسكيرك المدفونة بجوار زوجها في المدفن الأسود لعائلة هافسكيرك على الجانب الأيمن من التمثال.

### الخارج

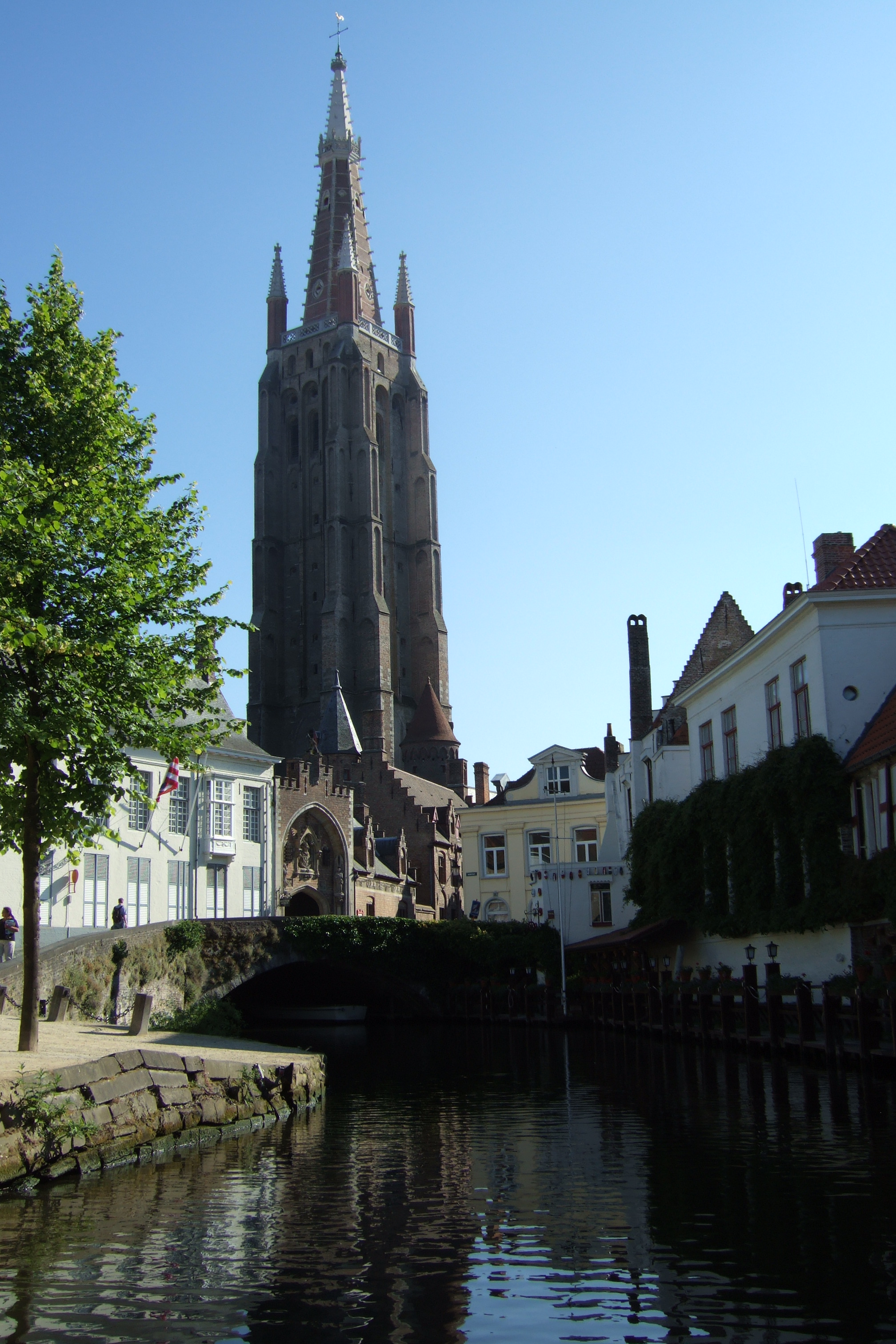
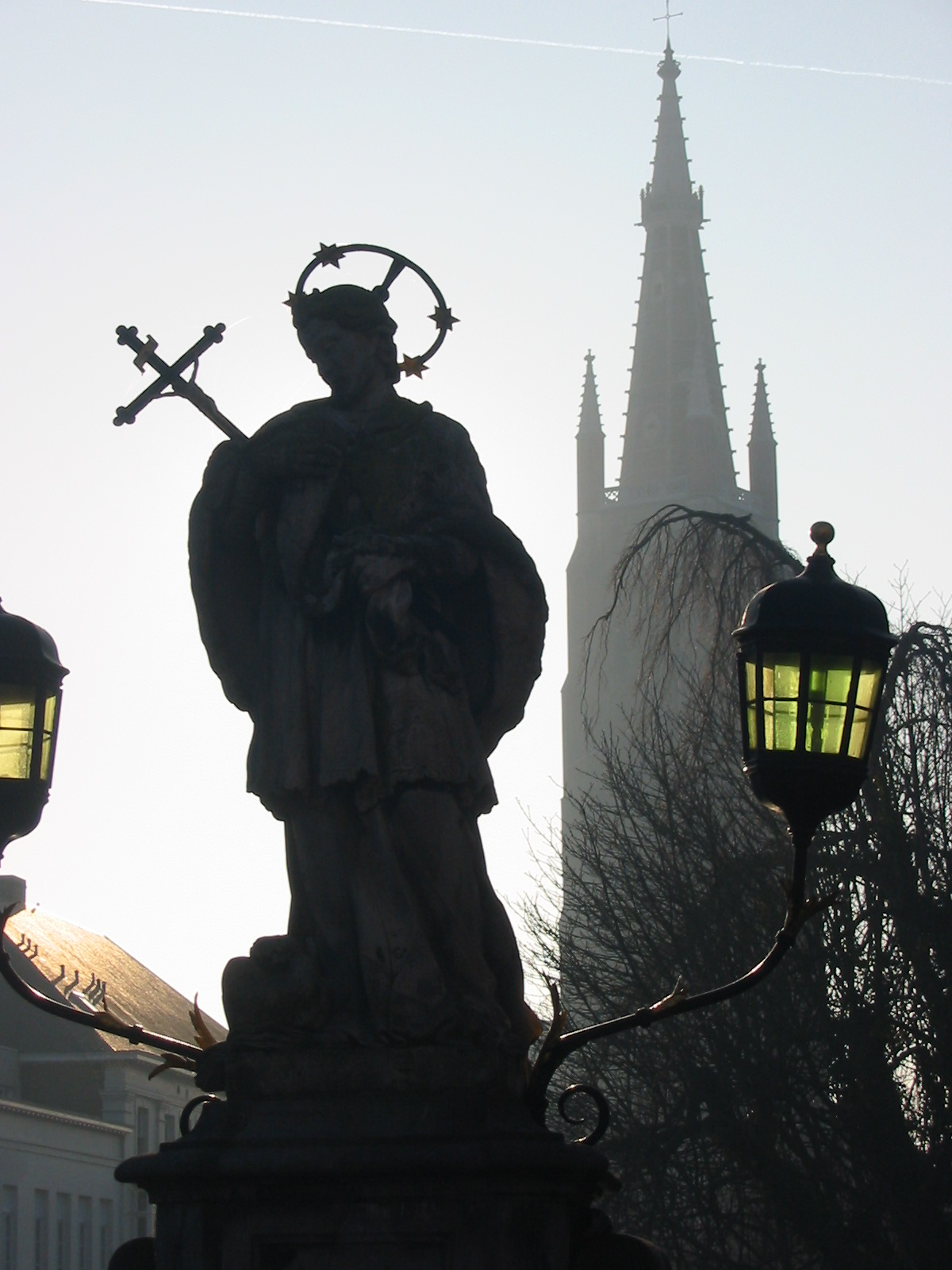
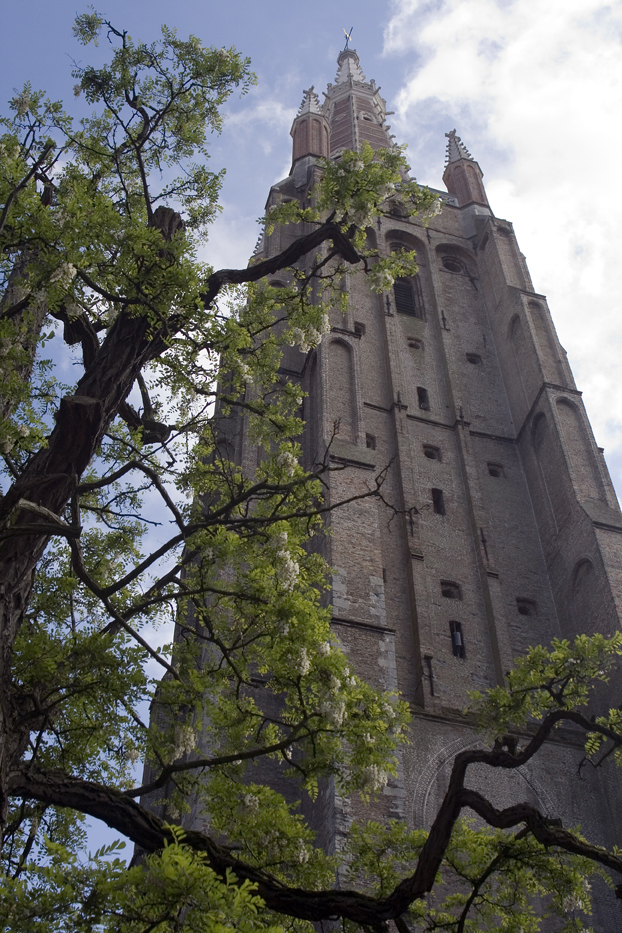

## معرض صور

### الداخل

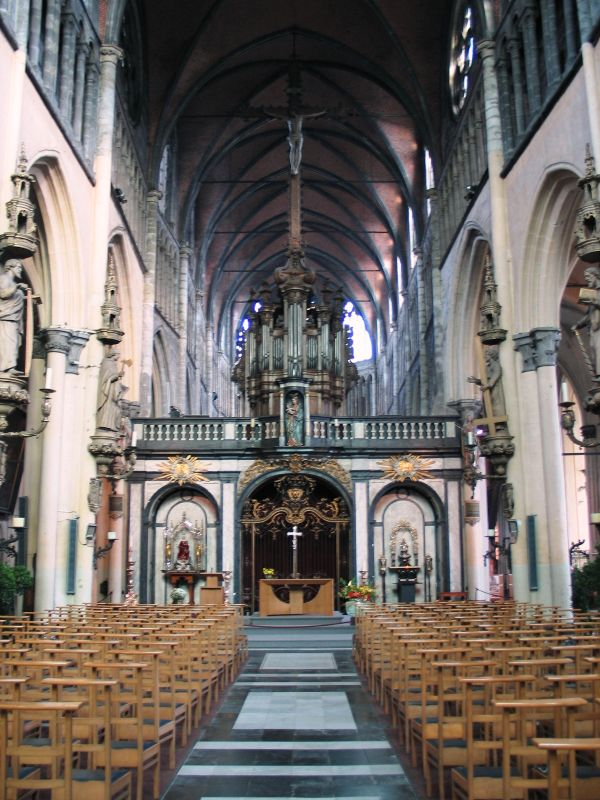
صحن الكنيسة

### الأعمال الفنية

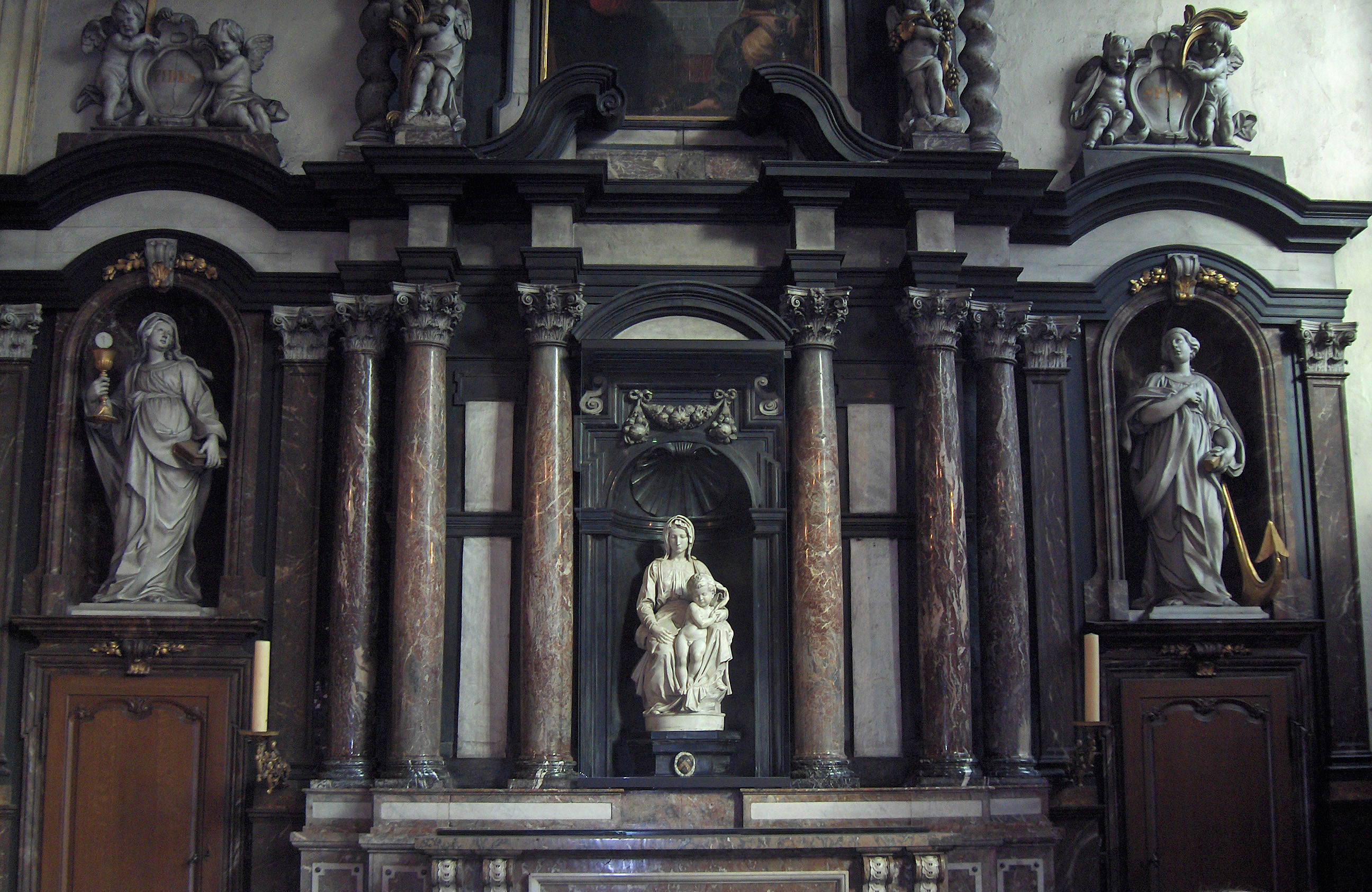
مادونا ميكيلانجيلو
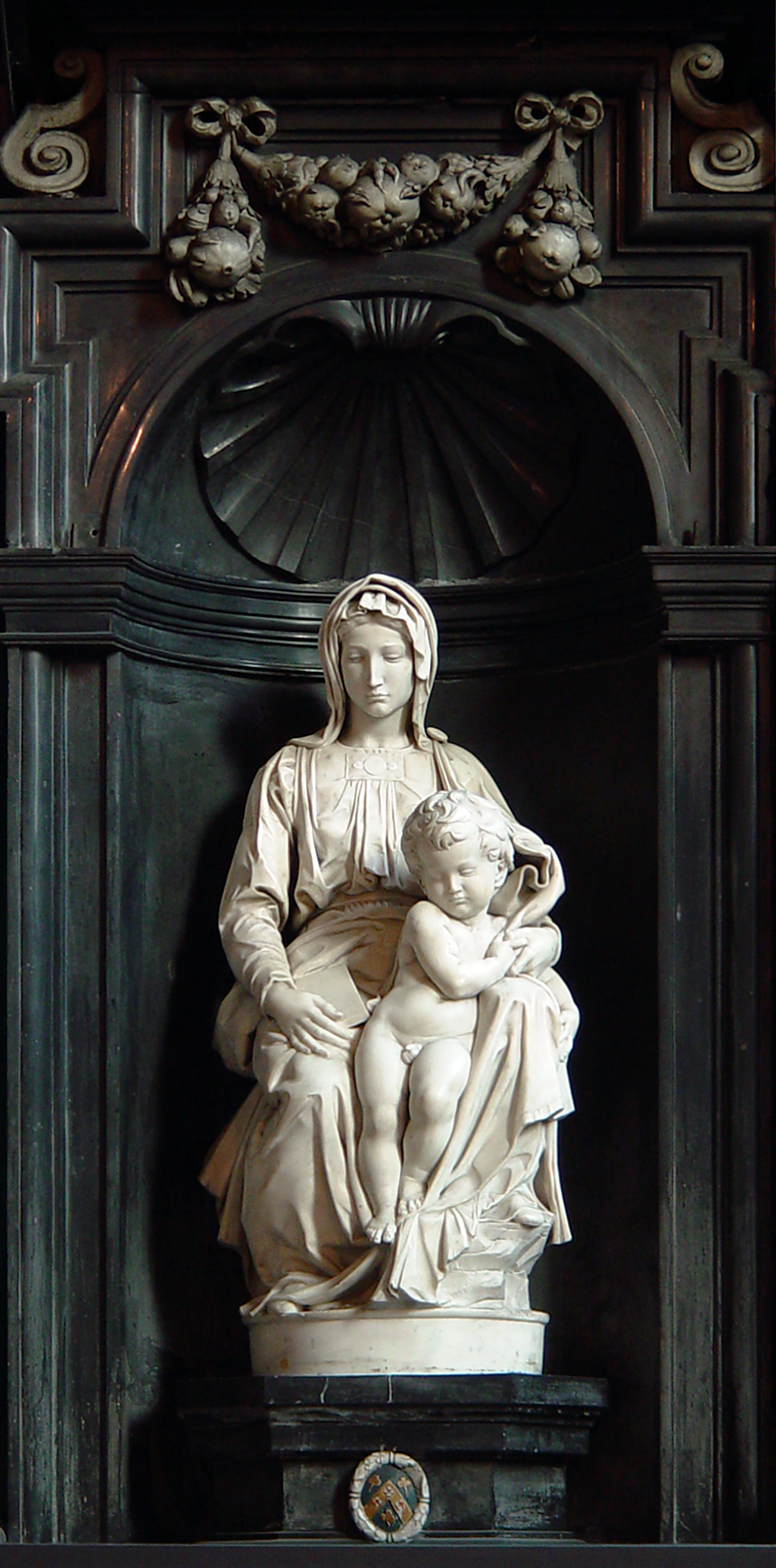
مادونا ميكيلانجيلو
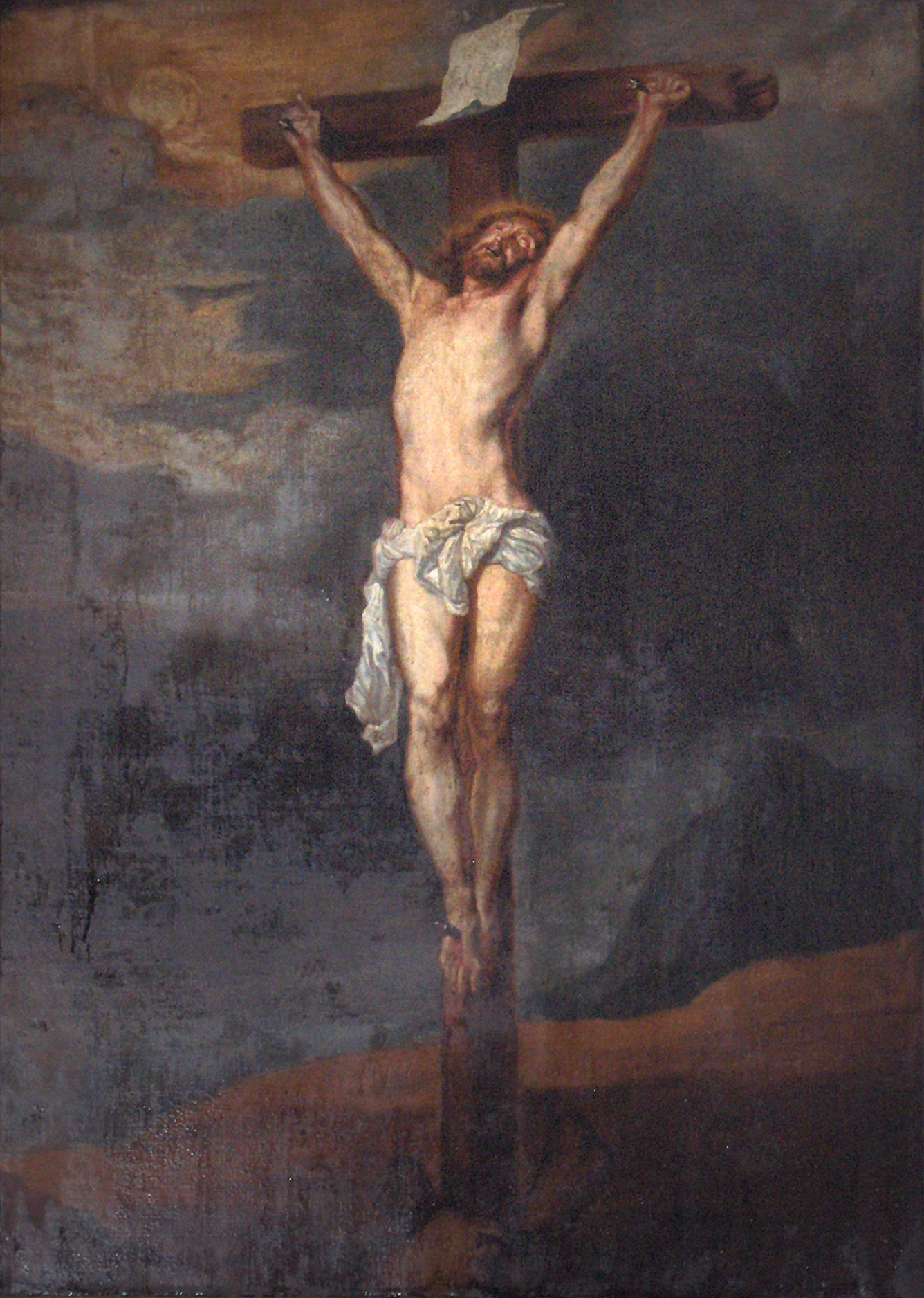
الصلب لأنتوني فان دايك (?)
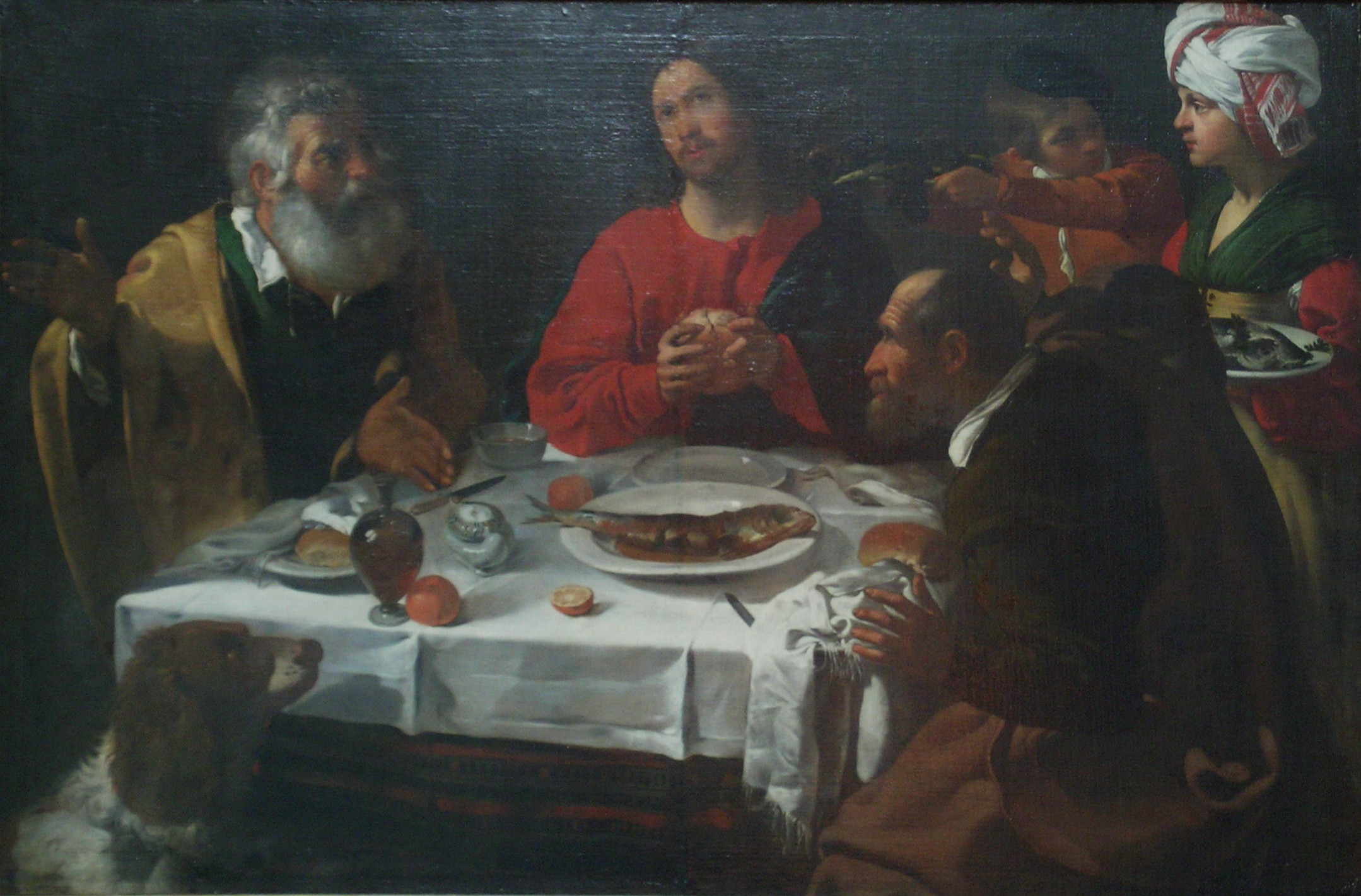
العشاء في عمواس سابقا منسوبة إلى كارافاجيو
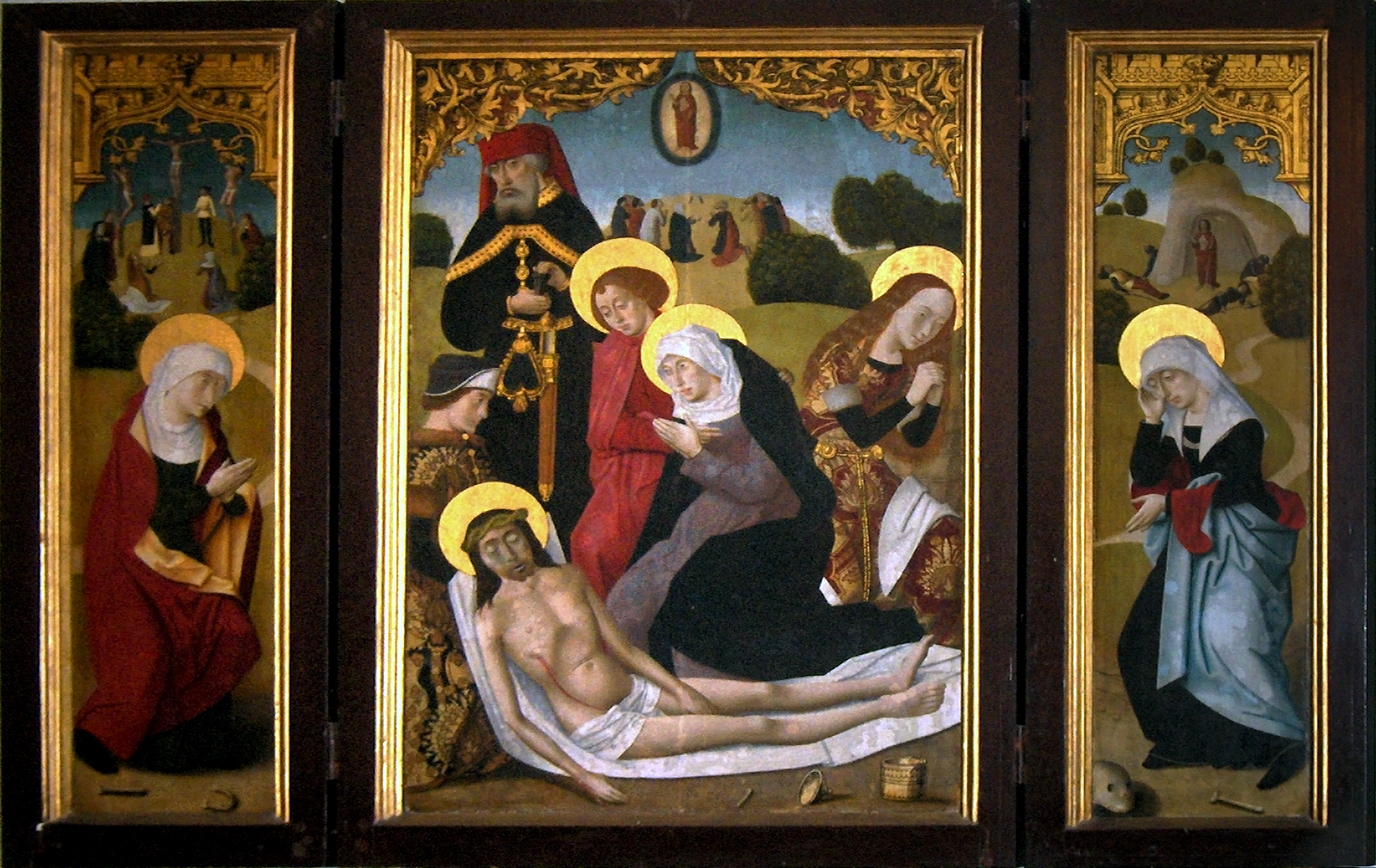
ترسب الصليب ؛ مجهول

## وصلات خارجية
- الموقع الرسمي لكنيسة السيدة العذراء بروج